# Національний морський заповідник Кіунга
Національний морський заповідник Кіунга розташований уздовж узбережжя Індійського океану в районі Ламу, прибережна провінція Кенії. Заповідник Кіунга займає 270 км².
Парк охоплює територію з приблизно 50 островами та кораловими рифами в архіпелазі Ламу. Межує з національними заповідниками Боні та Додорі.
Узбережжя вологе із середньорічними температурами від 22 до 34 °C. Опадів випадає близько 500 мм/рік. Заповідник розташований на висоті 30 метрів над рівнем моря.
На зовнішніх островах заповідника мешкає багато морських птахів. Заповідник має велике різноманіття морських птахів. Тут також зустрічаються морські черепахи та дюгоні. популяція останніх знаходиться на межі зникнення.